# Midilambia columbiana
Midilambia columbiana är en fjärilsart som beskrevs av William Schaus 1933. Midilambia columbiana ingår i släktet Midilambia och familjen Crambidae. Inga underarter finns listade i Catalogue of Life.